# Dyrnes
Dyrnes (eller Dyrnesvågen) är en tidigare tätort i Smøla kommun i Møre og Romsdal fylke i västra Norge. Orten ligger vid fylkesväg 6200, på den nordvästra delen av ön Smøla, sydväst om kommunens centralort Hopen.
Tidigare har orten tillhört dåvarande Edøy kommun, därefter dåvarande Brattværs kommun.
Sedan 2004 räknas orten inte längre som en tätort.